# François Goblot
Pour les articles homonymes, voir Goblot.
François Goblot, né le 21 octobre 1904 à Caen et mort le 6 août 1974 à Lyon, est un philosophe et pédagogue français, membre d'une famille de professeurs et pédagogues de renom. Il est chargé de mission pour les classes nouvelles. Il est rédacteur en chef de la revue Les Cahiers pédagogiques.

## Jeunesse et formation
François Goblot naît le 21 octobre 1904, à Caen. Il est le fils d'Edmond Goblot,, philosophe et logicien, et de Cornélie Martet, sœur de Jean Martet qui fut secrétaire de Clémenceau. Il a deux sœurs, Germaine, professeure d'allemand, et Hélène Goblot, morte jeune.
Il épouse en 1928 Suzanne Schoen ; il est le père de 5 enfants, dont trois furent professeurs, Jean-Jacques Goblot, maître assistant de littérature à l'Université Lyon II, Marie Goblot, professeur de français au lycée Périer à Marseille et Rémi Goblot, professeur de mathématiques à l'Université de Lille. L'aîné, Laurent, fut typographe au Progrès de Lyon et le cadet, Olivier, technicien au CNRS. 
Les Goblot sont une famille de professeurs.
Edmond Goblot est nommé à Lyon en 1906. C'est dans cette ville que François passe son enfance, dans le quartier de La Croix-Rousse. Il étudie au Lycée Ampère, puis finit une licence de philosophie en 1927 à la faculté des Lettres. Il part ensuite étudier à Paris et obtient l’agrégation de philosophie en 1931.
Membre du groupe scout des Éclaireurs de France dont son père est l'un des fondateurs, il devient rédacteur de la revue Le Chef. Il fonde plus tard une troupe de scoutisme dans l'Oflag où il est prisonnier pendant la Seconde Guerre mondiale. 

## Carrière

### Enseignement
Il devint délégué pour l’enseignement de la philosophie au lycée d’Haguenau (Bas-Rhin), puis nommé en 1931 professeur. En 1933, il est muté au lycée Lamartine de Mâcon (Saône-et-Loire).  
Pendant la guerre, il est mobilisé et participe aux campagnes de Lorraine et de Belgique ; fait prisonnier, il est interné à l'Oflag II-D en Poméranie. Il est libéré puis démobilisé en juin 1941. Il retourne en 1942 à Mâcon enseigner la philosophie au lycée Lamartine. 

### Après la guerre
En 1945, il est mis à la disposition du Service de documentation et d’études pédagogiques à Paris pour une période de trois mois. 
Il devient professeur de philosophie au lycée du Parc à Lyon pour la rentrée de 1945, puis à l’annexe de Saint-Rambert (lycée Perrin) en 1946-1947.
Pendant cette période lyonnaise, il obtient diverses charges de mission pour la Direction de l’Enseignement du Second degré notamment auprès du Recteur Allix (académie de Lyon) et en lien avec l’École Pratique de Psychologie et de Pédagogie de Jean Bourjade de 1950 à 1968. La particularité initiale de cette charge fut d’être en lien avec la coordination des classes nouvelles du lycée du Parc de Lyon. Goblot observa et rendit compte des expérimentations menées et de l’organisation des regroupements en rapport avec les classes nouvelles. Dans le cadre de cette responsabilité, il créa en 1945 Les Dossiers pédagogiques pour l’enseignement du second degré, un bulletin de liaison rendant compte des actions menées dans les classes nouvelles. Si l’audience de ce petit format fut initialement régionale (Rhône-Alpes), elle se développa rapidement au niveau national en devenant Les Classes nouvelles puis Les Cahiers pédagogiques pour l’enseignement du second degré dont il fut le rédacteur en chef. Il fut aussi secrétaire de l’Association Nationale des Éducateurs des Classes Nouvelles de l’Enseignement Secondaire dès sa création en 1946.
Inscrit sur les listes d’aptitude aux fonctions d’Inspecteur d’académie (mai 1947) et aux fonctions de censeur (mai 1948), il est nommé professeur au lycée Ampère à Lyon à partir d’octobre 1950.
Chevalier de la Légion d’Honneur en 1951, il prend sa retraite en 1968. Jean Delannoy, ancien enseignant de classes nouvelles de Biarritz et compagnon de longue date, lui succède en fonction de rédacteur en chef de la revue Les Cahiers pédagogiques.
Il meurt à Lyon le 6 août 1974, à l'âge de 69 ans.

## Œuvres
- 1934 : François Goblot aborde le problème de la formation AHSL Association pour l'Histoire du Scoutisme Laïque[9]
- François Goblot. L'Unité de la Science: la Méthode et les méthodes II. Travaux du IXe Congrès international de philosophie. Volume 5, 1937, Pages 95-100[10]
- François Goblot. Les Scouts captifs. Dix-huit mois de scoutisme dans un Oflag. Édition : Vichy, Les Éclaireurs de France ; (Lyon, Impr. du "Nouvelliste") , (1943). In-8° (240 x 158), 20 p.[11],[12]
- François Goblot. Université et Mouvements de Jeunesse. Esprit, octobre 1945[13]
- François Goblot. L'Enseignement De La Philosophie, L'Instruction civique.... Cahiers pédagogiques Pour L'Enseignement Du Second Degré No 6 1er mai 1953
- François Goblot  L'Éducation sexuelle. Cahiers pédagogiques no 59, 1966[14]
- François Goblot & Edmond Goblot. Souvenirs et Lettres d'Edmond Goblot. Revue de Métaphysique et de Morale 43 (3):431 - 452 (1936)[15],[16]
- Jean Kergomard, Pierre Salzi & François Goblot. Edmond Goblot 1858-1935. La Vie. L’Œuvre. Paris, Félix Alcan, 1937[17]
- Jean Kergomard, Pierre Salzi & François Goblot. Edmond Goblot : la vie, l'œuvre. Revue philosophique de la France Et de l'Etranger 133 (7):87-87 (1942)[18]